# Museo Granet
Il Museo Granet è il museo d'arte della Città di Aix-en-Provence, situato in Place Saint-Jean de Malte. Il museo fu aperto al pubblico nel 1838 ed è attualmente uno dei maggiori e più famosi musei di provincia francesi. Possiede infatti un notevole e ricco patrimonio di opere di pittura e di scultura. Inoltre promuove sovente al suo interno delle splendide esposizioni temporanee di collezioni d'arte.
A partire dal 2013, la Cappella dei "Pénitents blancs d'Aix-en-Provence", compresa nel museo e anch'essa monumento storico, ospita « Granet XX », una mostra particolare, variabile e ricorrente, che espone numerose opere contemporanee, messe in deposito dalla Fondazione Jean Planque nel 2011, in particolare opere di Picasso e Kandinsky.

## Storia

### L'edificio
Inizialmente (1828) fu creato un primo museo nei locali del priorato della chiesa di Saint-Jean-de-Malte. Esso venne aperto al pubblico dieci anni più tardi. L'"ala Granet" fu costruita come ampliamento del priorato a partire dal 1860, quindi un secondo edificio fu annesso dopo il 1870, poi un terzo nel 1900, e il tutto fu ingrandito verso il 1940.
 
Tutti i locali furono poi profondamente ristrutturati e rinnovati con dei lavori che durarono dal 1990 al 2005.

### Le collezioni
Il patrimonio artistico del museo era costituito inizialmente dalle collezioni di opere antiche messe insieme da Fauris de Saint-Vincens alla fine del 1700, ma esso si arricchì considerevolmente nel 1849 con la donazione del pittore François Marius Granet (al quale, per riconoscenza, il museo fu intitolato), che lasciò alla sua città natale i quadri e i disegni di sua proprietà. Di tutti i disegni che facevano parte della donazione, egli peraltro stabilì che duecento dovessero essere scelti per poi venire assegnati al Museo del Louvre.
Le collezioni furono in seguito completate da diversi ulteriori lasciti : Jean-Baptiste de Bourguignon de Fabregoules donò così più di 800 opere d'arte e lo Stato, nel 1984, mise in deposito nel museo nove quadri di Paul Cézanne. Importanti tele d'arte contemporanea giunsero infine nell'anno 2000 da una donazione anonima di uno scienziato (Philippe Meyer (1925-2007), fisico, collezionista privato), che fu chiamata « Da Paul Cézanne a Alberto Giacometti ».

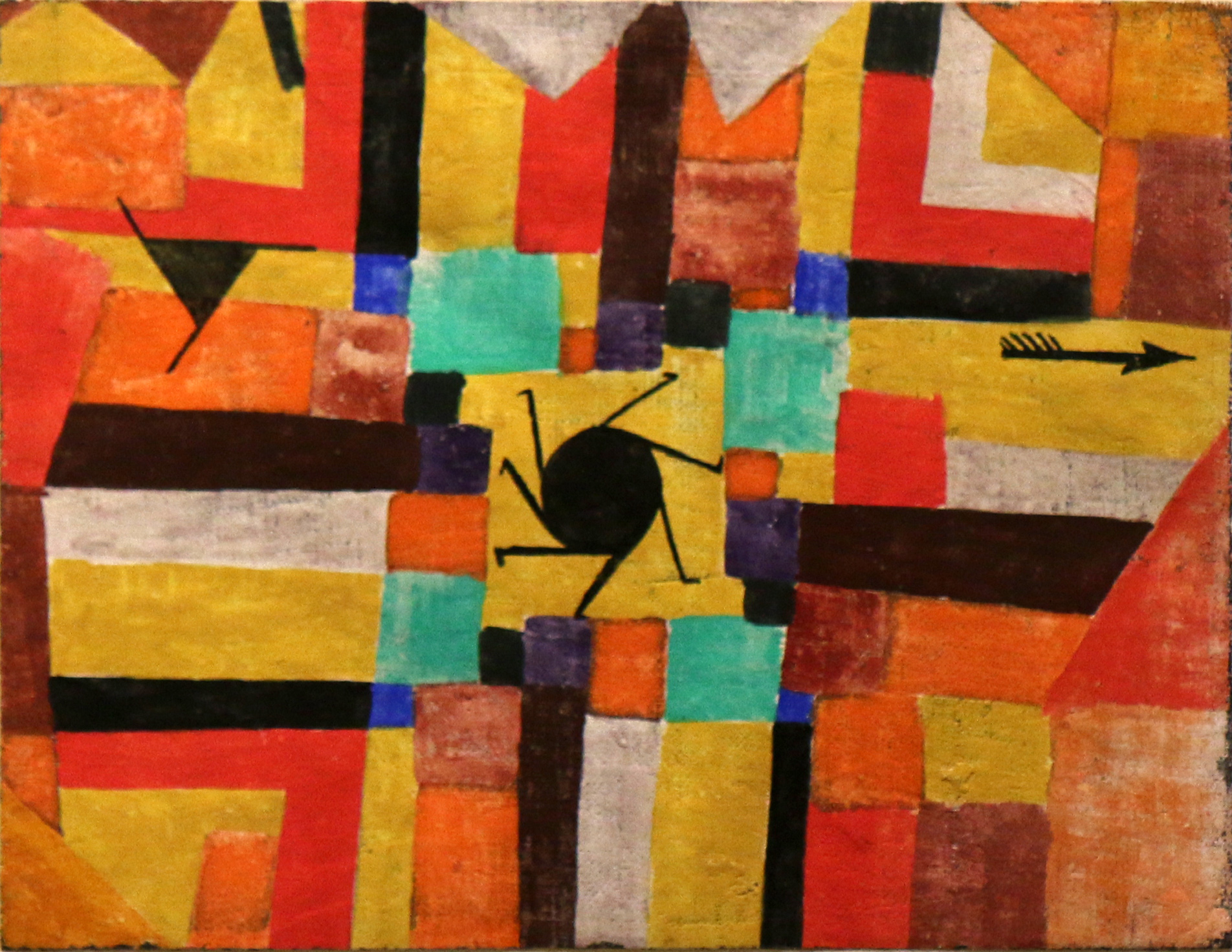
Paul Klee, Il sole nero rotante e la freccia
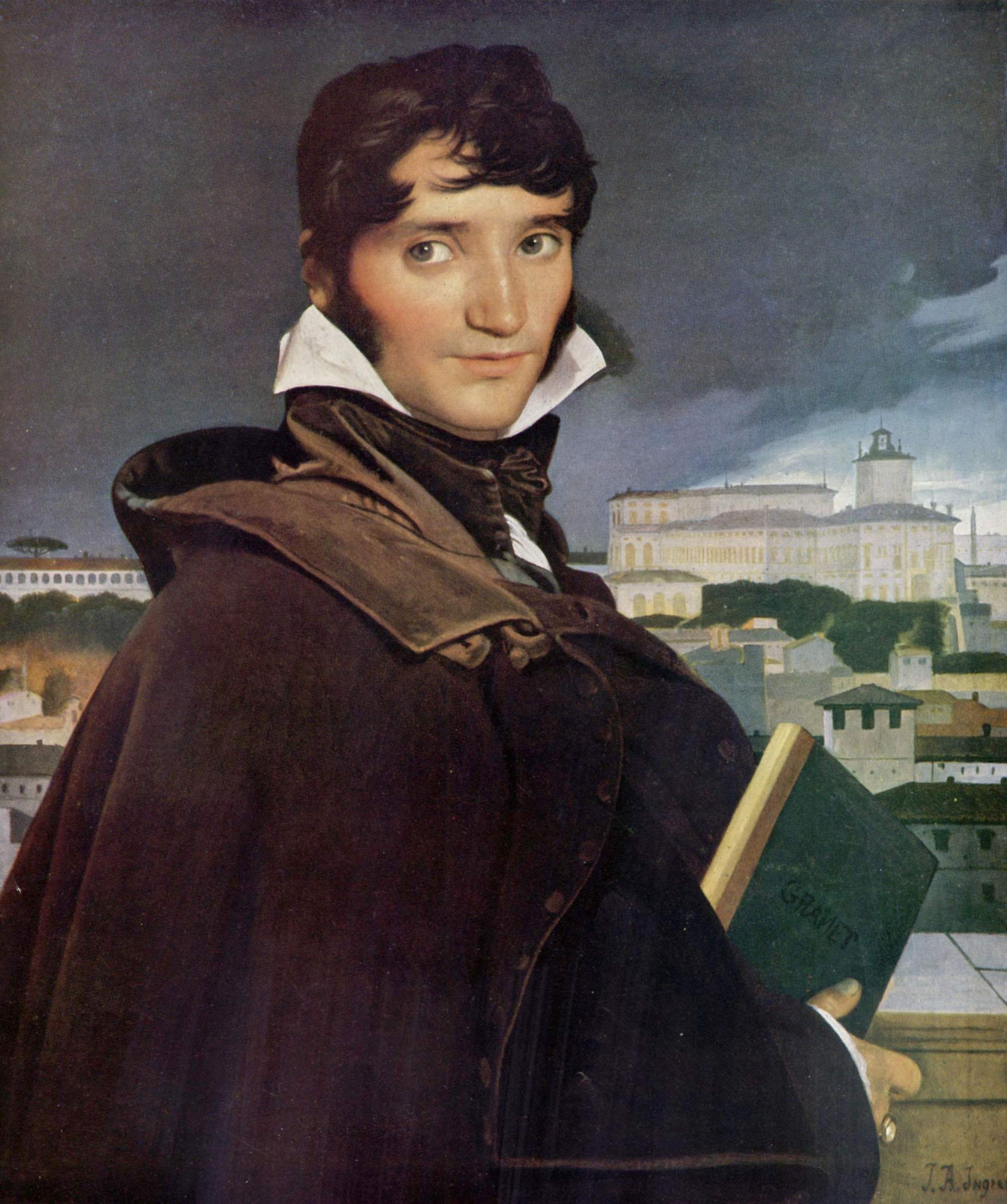
Jean-Auguste-Dominique Ingres, Ritratto di François-Marius Granet

## Le opere di pittura
Il museo presenta opere pittoriche dal XIV al XX secolo; si citano qui i nomi dei principali e più rappresentativi artisti di cui esso conserva una o più opere (sono indicate fra parentesi alcune delle opere più significative). Tuttavia, a causa della carenza di spazio, da qualche anno il museo ha preferito impegnarsi maggiormente nelle esposizioni temporanee, più interessanti sotto il profilo economico, più che sulla presentazione delle sue collezioni permanenti. Ciò ha comportato sia il mettere in riserva numerose opere maggiori di pittura (Jordaens, Guercino, Puget, Piazzetta) e di scultura (fra le quali una attribuita al Bernini), sia il destinare alle mostre temporanee quelle sale che contenevano le collezioni permanenti, già dopo il rinnovamento del 2007.

### 1400 - 1700

#### Scuola fiamminga e olandese
- Maître de Flémalle (Vierge de la gloire, 1430)
- Rembrandt (Autoportrait au béret)
- Rubens (due ritratti)
- Jacob Jordaens o Gabriel Metsu,

#### Scuola italiana
- Guercino
- Onofrio Palumbo
- Bernardo Strozzi
- Daniele Crespi
- Pietro da Cortona
- Mattia Preti
- Giovanni Battista Piazzetta (L'Enlèvement d'Hélène)
- Francesco Guardi

#### Scuola francese
- Louis Le Nain e fratelli, (Les Joueurs de cartes)
- Pierre Puget
- Lubin Baugin (La Nativité de la Vierge)
- Nicolas Mignard
- Louis Cretey
- Joseph Parrocel
- Hyacinthe Rigaud
- Nicolas de Largillierre
- Jean Siméon Chardin
- Hubert Robert (Ruines romaines, Lavandières)
- Jean Daret

## Galleria d'immagini

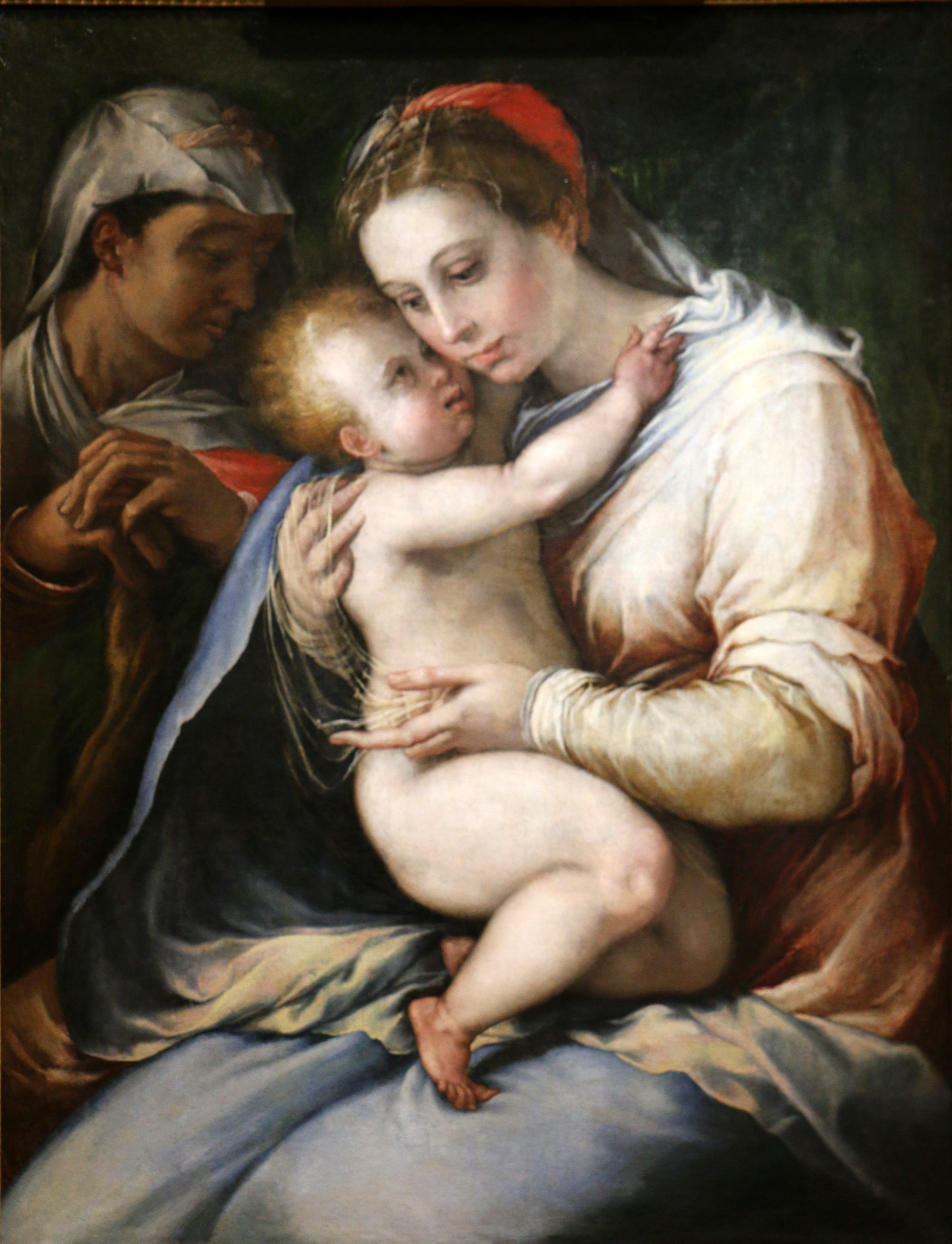
Francesco Salviati, La Vergine col Bambino
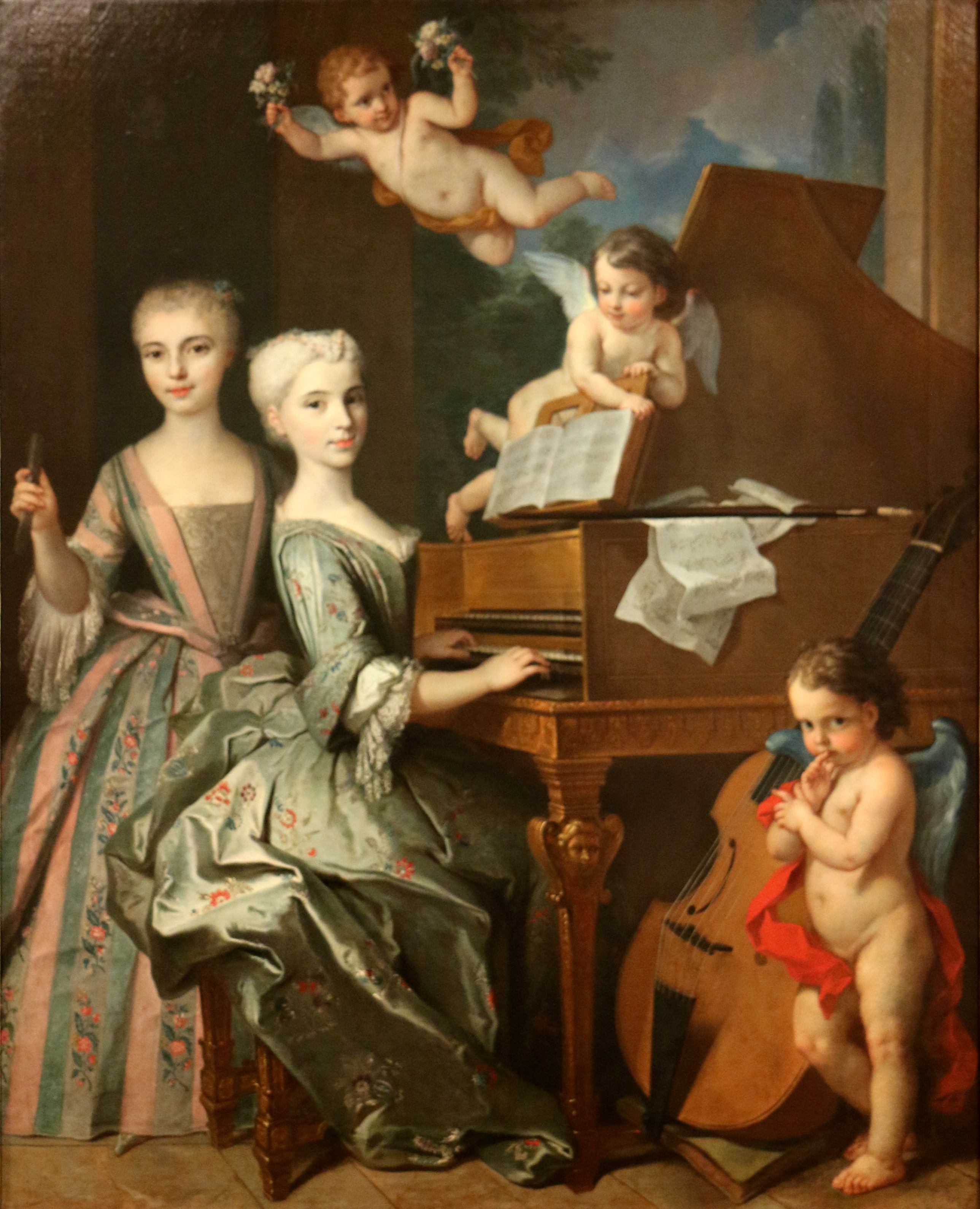
Claude Arnulphy, Adelaide de Gueidan e sua sorella al cembalo
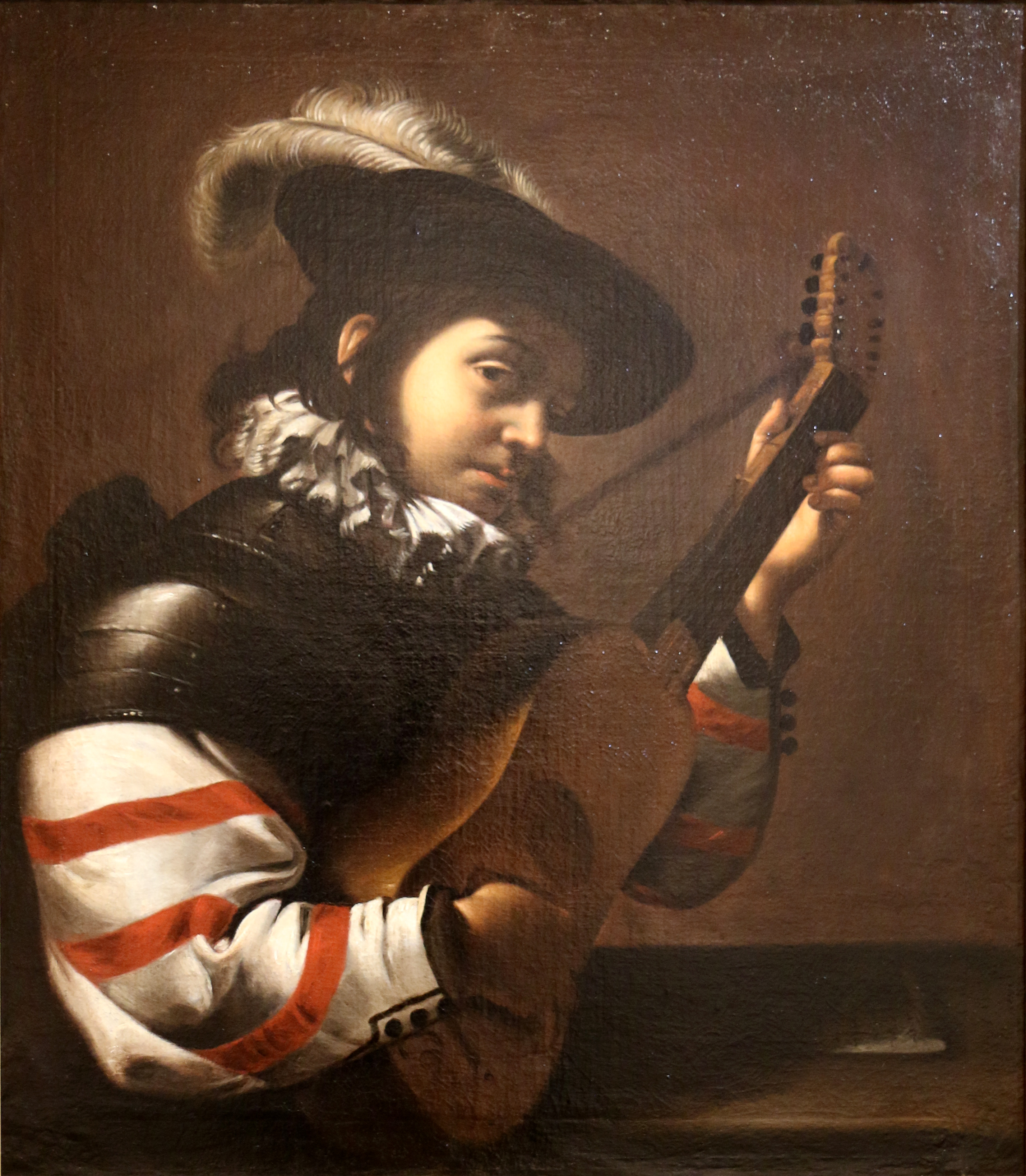
Mattia Preti, Suonatore di chitarra
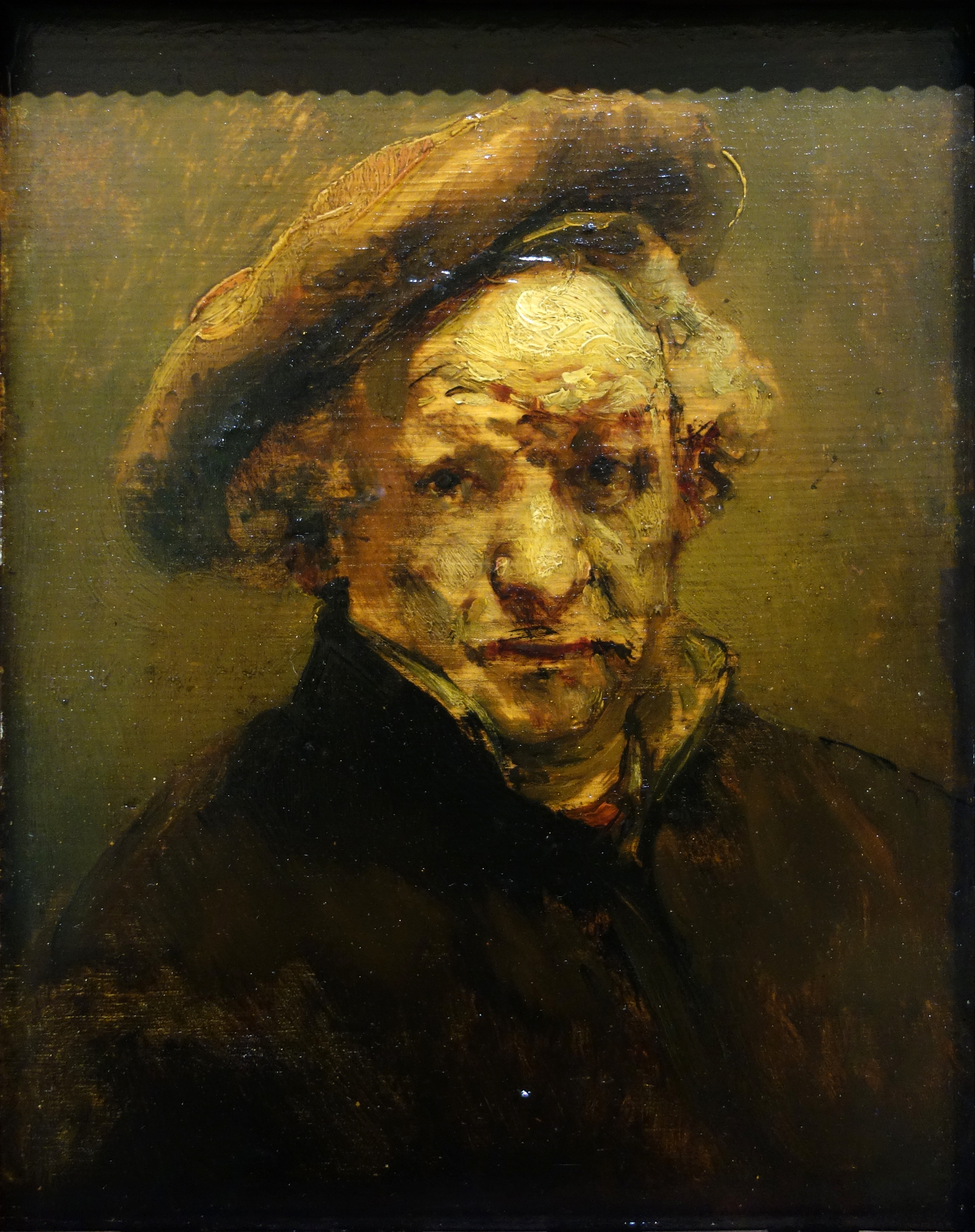
Rembrandt, Autoritratto,
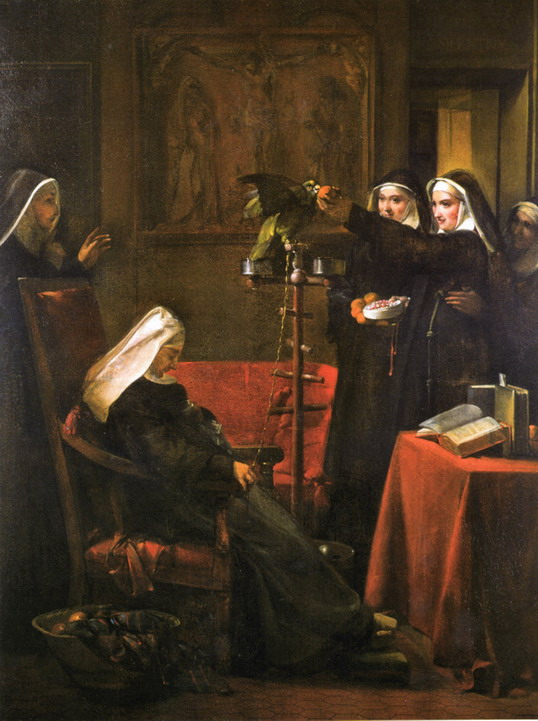
François Marius Granet, Vert-Vert

### 1800 e 1900
- Jacques Louis David (Portrait de jeune garçon)
- Jean Auguste Dominique Ingres (Jupiter et Thétis)
- François Marius Granet
- Théodore Géricault
- Émile Bernard
- Cézanne (nove quadri, fra cui: Baigneuses, Portrait de Madame Cézanne)
- Maurice Denis
- André Masson
- Pablo Picasso (Femme au balcon)
- Vassily Kandinsky
- Fernand Léger
- Edgar Degas
- Paul Gauguin

- Jean Renoir
- Claude Monet
- Vincent Van Gogh
- Pierre Bonnard
- Jean Dubuffet
- Alberto Giacometti
- Piet Mondrian
- Paul Klee
- Balthus
- Giorgio Morandi
- Bram van Velde
- Nicolas de Staël

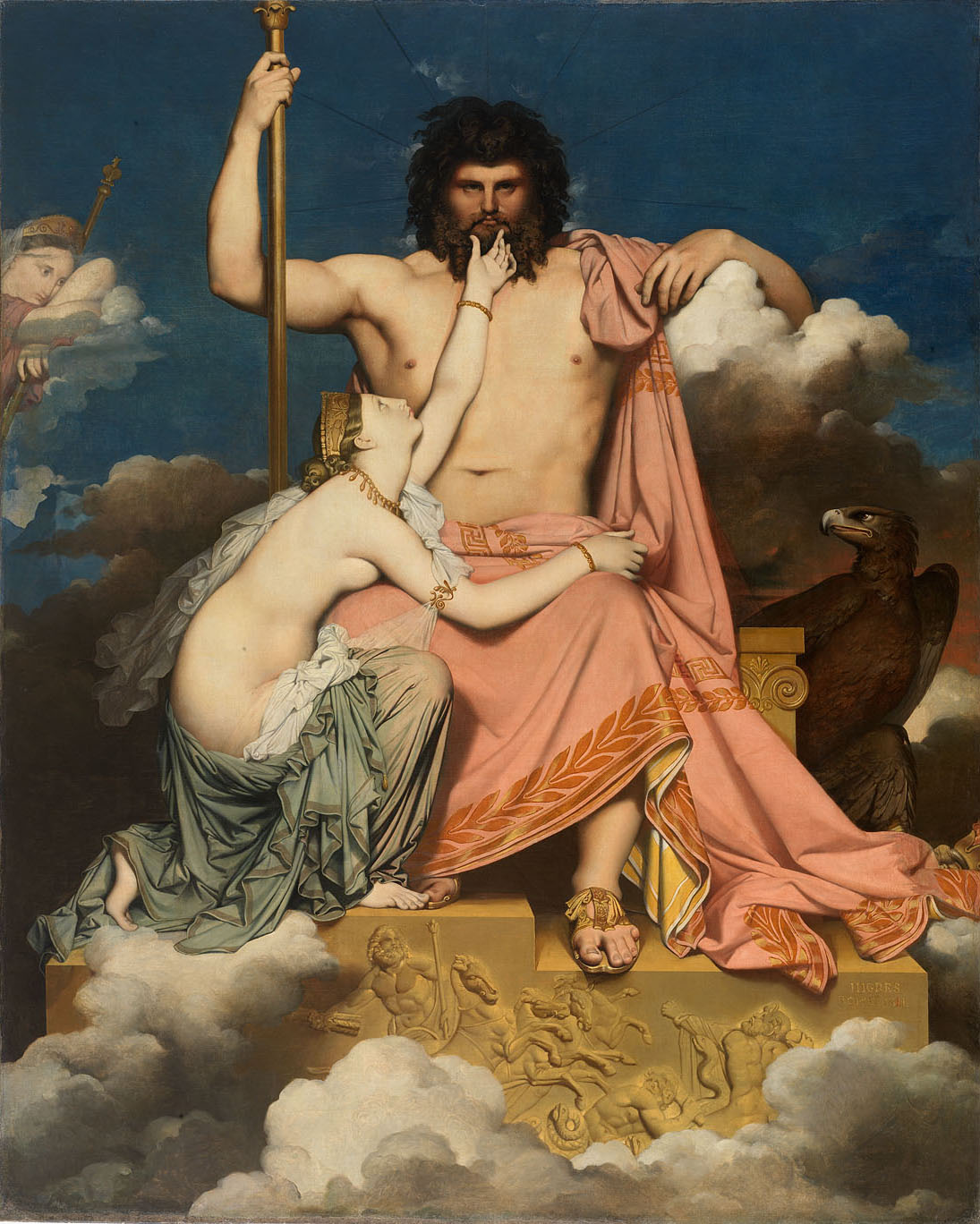
Dominique Ingres, Giove e Teti
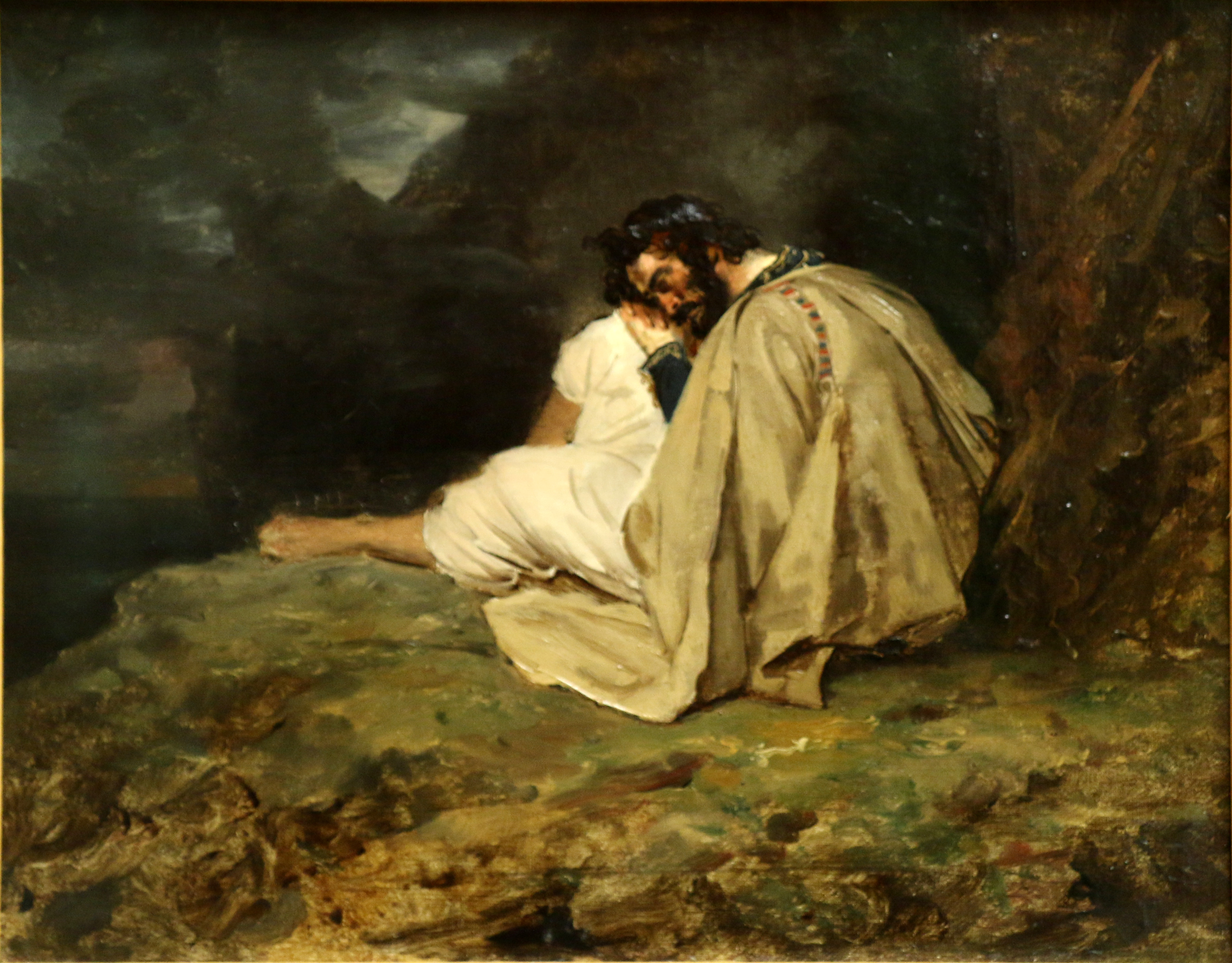
Théodore Géricault,  Giovane greco addormentato
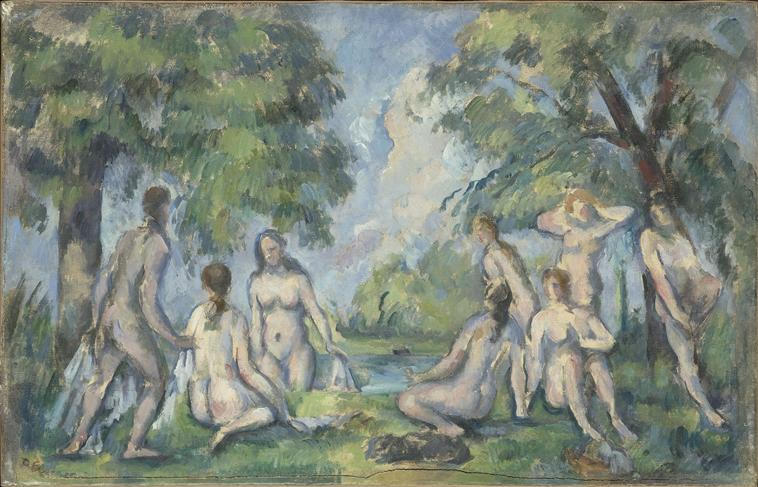
Paul Cézanne, Bagnanti
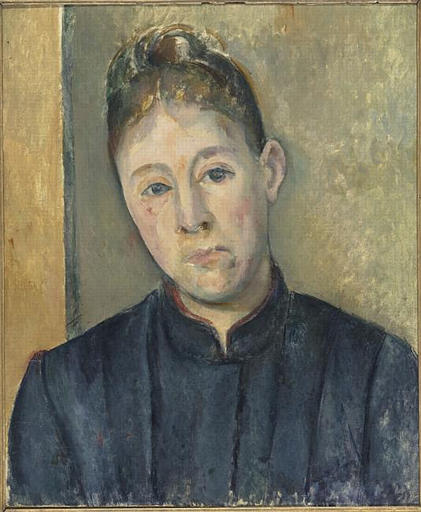
Paul Cézanne, Marie-Hortense Cézannne-Fiquet

## Le opere di scultura
La galleria di scultura comprende opere antiche, come ad esempio un viso di donna in marmo di Francesco Laurana, sino a delle sculture di Alberto Giacometti, fra le quali una "Donna di Venezia III", nonché altre opere moderne e contemporanee di diversi autori francesi.

Infine, un busto in marmo che ritrae François Marius Granet, opera dello scultore di Lione Jean-François Legendre-Héral, fu assegnato al museo nel 1895

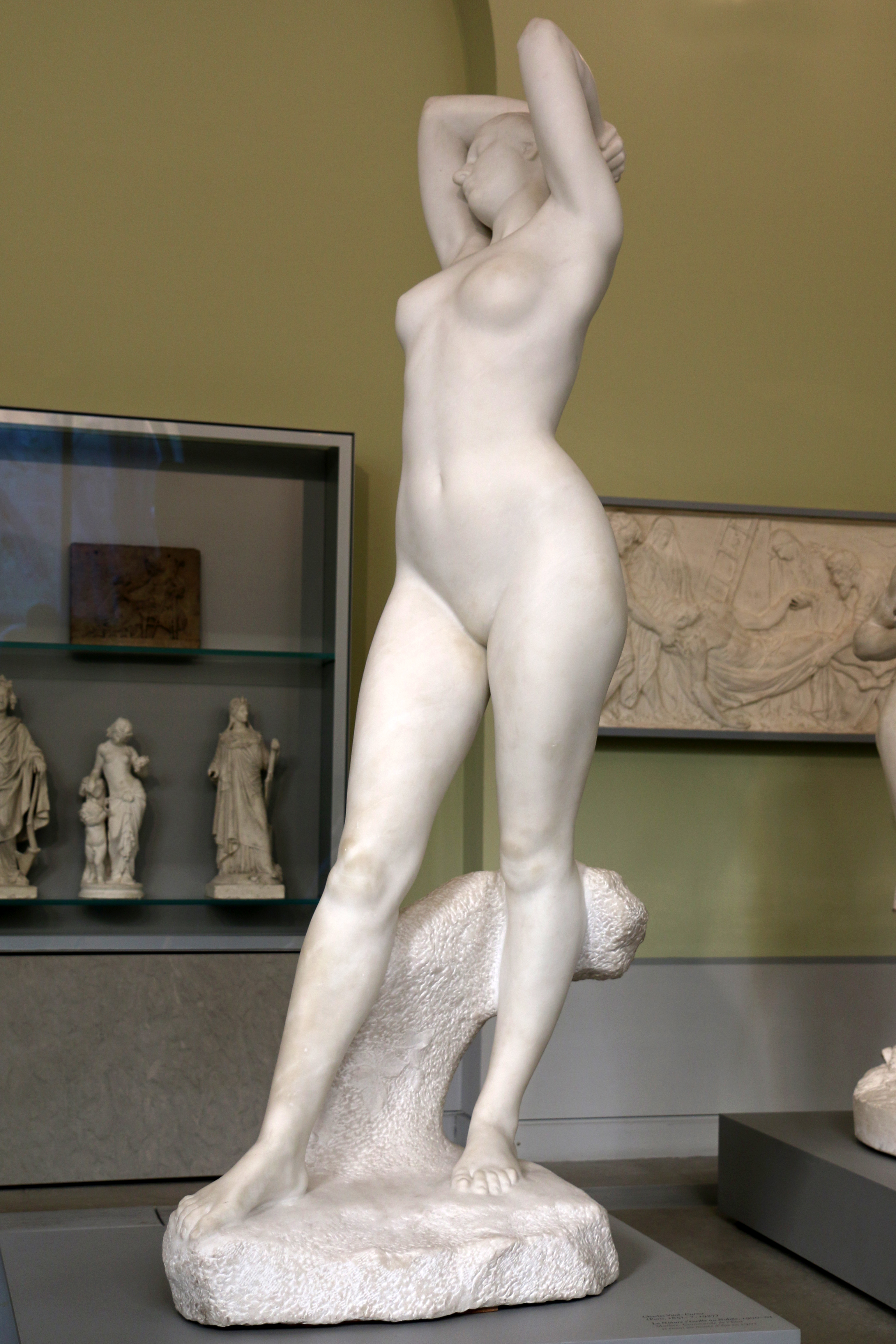
Charles Vital-Cornu, Il risveglio della natura
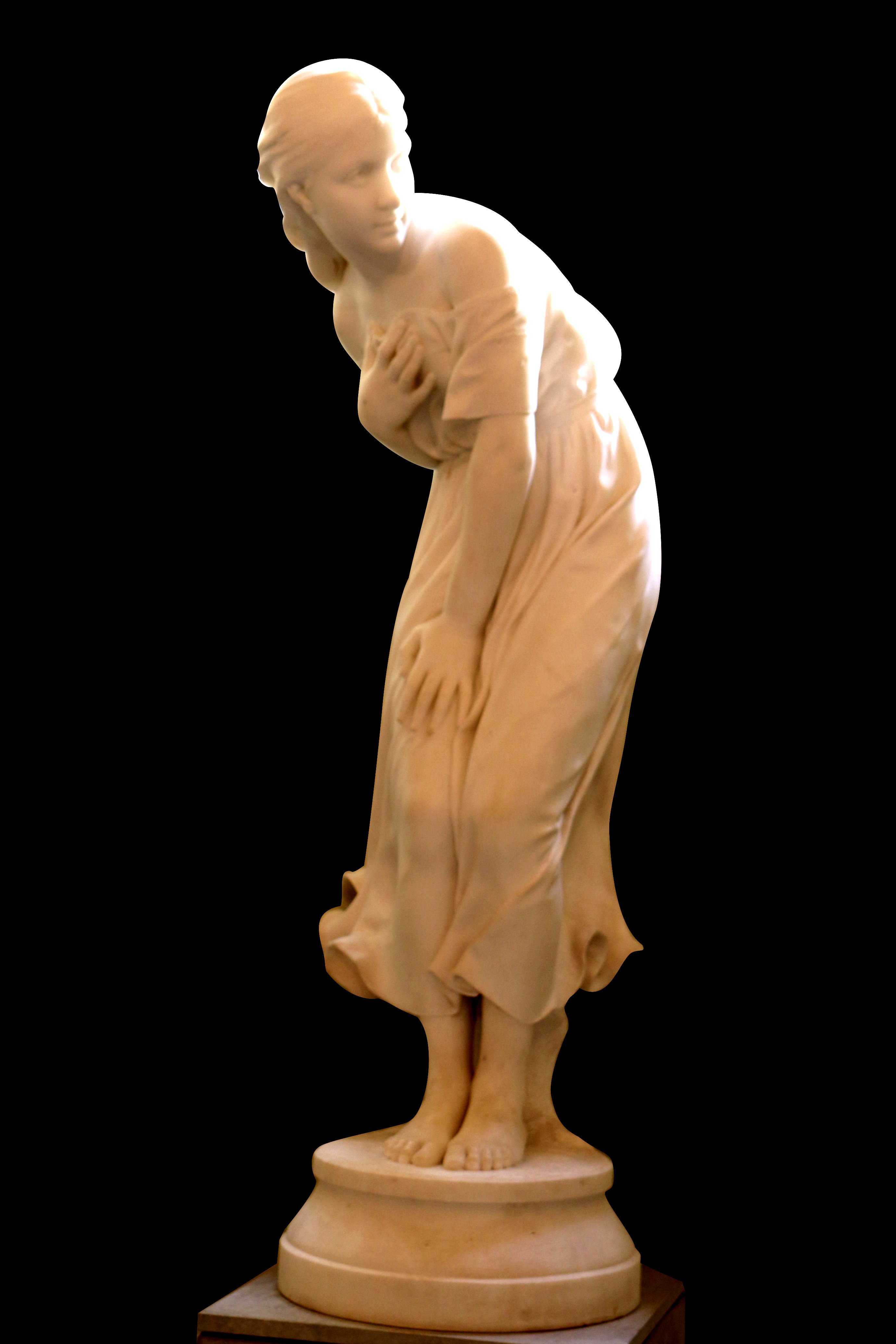
Léon Pilet, Un colpo di vento
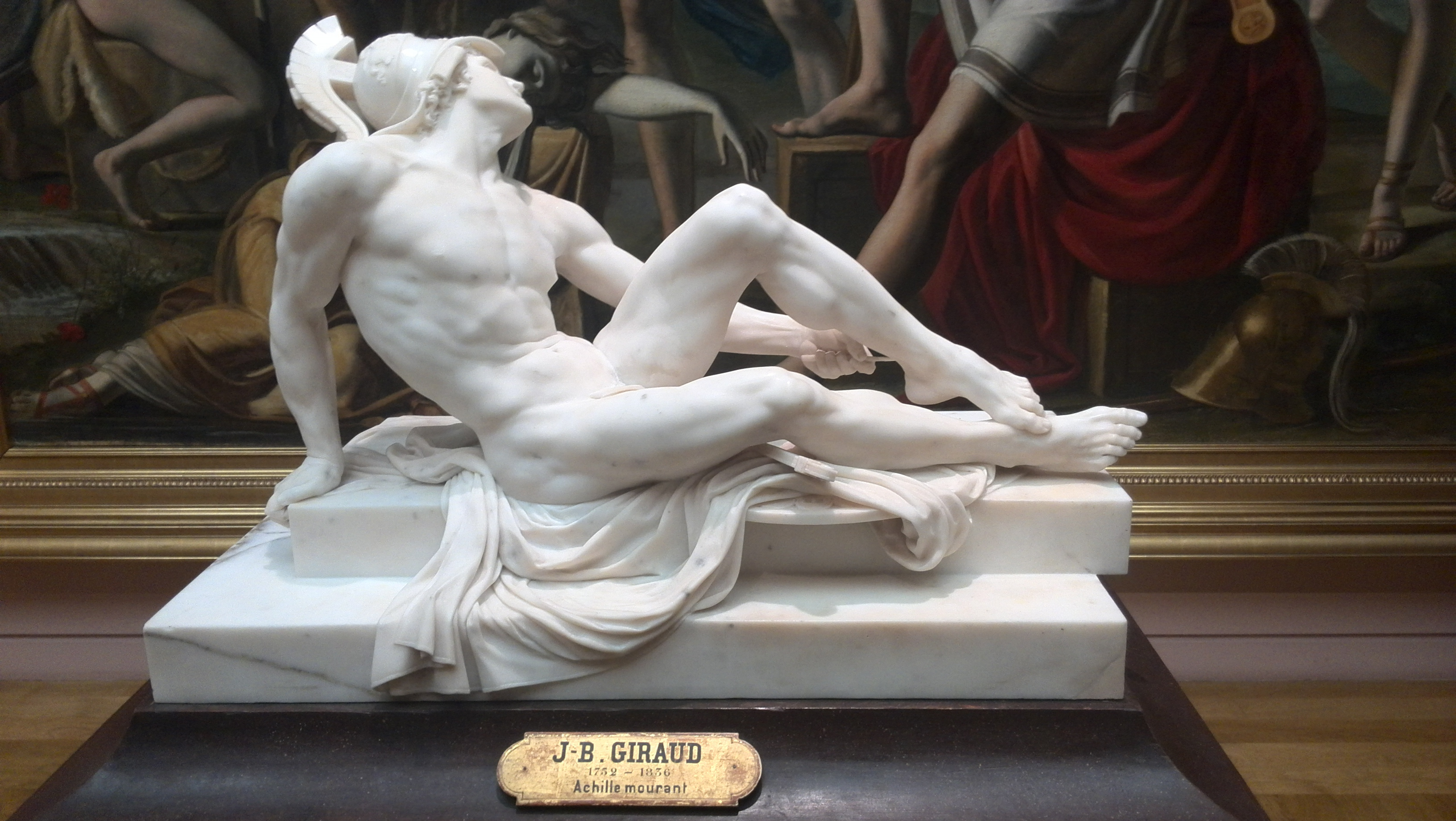
Jean-Baptiste Giraud, Achille morente
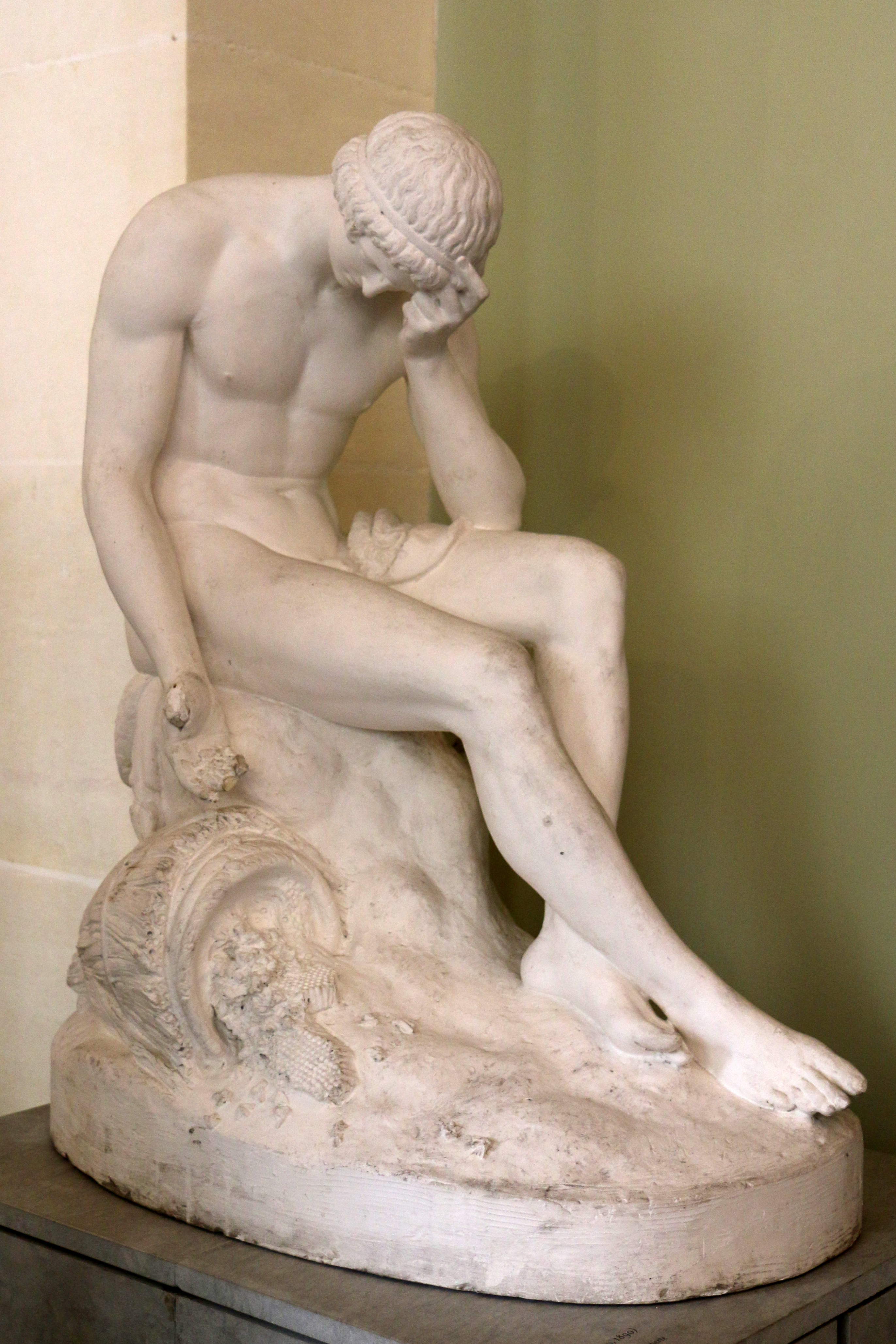
Jules Fesquet, Il pastore Aristeo piangente
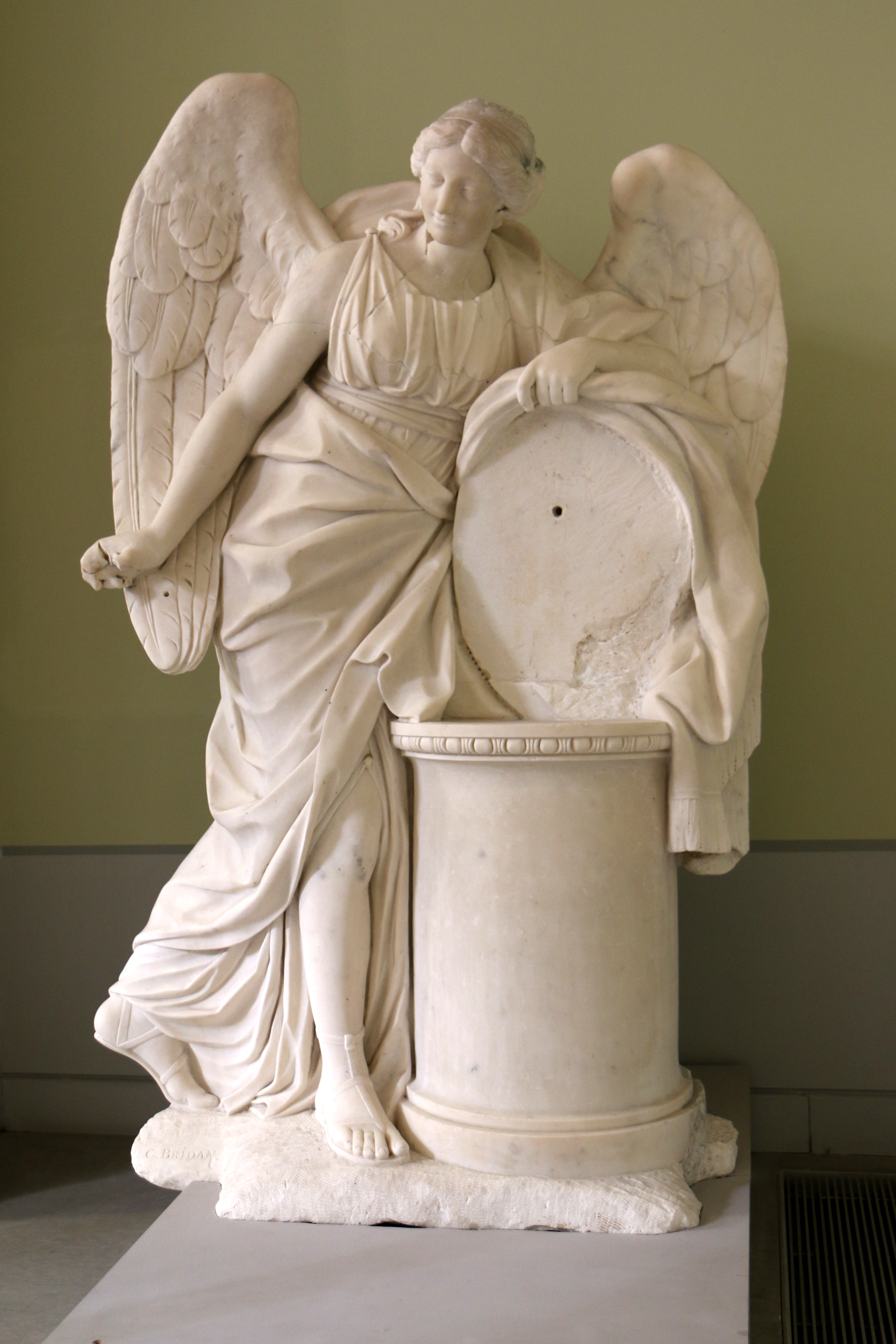
Charles-Antoine Bridan, Mausoleo di Jean-Baptiste Boyer